# TMPRSS3
La proteasi transmembrana, serin 3 è un enzima che nell'uomo è codificato dal gene TMPRSS3.

## Gene
Questo gene codifica per un membro della famiglia della serin proteasi. La proteina codificata contiene un dominio della serina proteasi, un dominio transmembrana, un dominio simile a un recettore LDL e ricco di cisteina del recettore spazzino.
È noto che le proteasi della serina sono coinvolte in una varietà di processi biologici, il cui malfunzionamento spesso porta a malattie e disturbi umani. Questo gene è stato identificato dalla sua associazione con la sordità autosomica recessiva sia congenita che infantile. Questo gene è espresso nella coclea fetale e in molti altri tessuti e si ritiene che sia coinvolto nello sviluppo e nel mantenimento dell'orecchio interno o nel contenuto della perilinfa e dell'endolinfa.
Questo gene è stato anche identificato come un gene associato al tumore che è sovraespresso nei tumori ovarici. Sono state descritte quattro varianti unite alternativamente, due delle quali codificano prodotti identici.